# Jun Iwashita
Jun Iwashita (岩下 潤, Iwashita Jun) est un footballeur japonais né le 8 avril 1973 dans la préfecture de Shizuoka au Japon.